# San Luis (Petén)
San Luis ist eine etwa 8.000 Einwohner zählende Kleinstadt in Guatemala. San Luis liegt im Südosten des Departamentos Petén und ist Verwaltungssitz des Municipios San Luis, das sich auf 2.913 km² erstreckt und über 50.000 Einwohner hat.

## Geographie
Der Ort San Luis liegt rund 35 km westlich von der Grenze zu Belize auf 475 m Höhe. Unmittelbar östlich des Ortes führt in nord-südlicher Richtung die Fernstraße CA 13 vorbei, die Flores, die Hauptstadt Penténs, mit Izabal im Süden und dem Rest des Landes verbindet. Von San Luis sind es 120 km nach Flores und rund 360 km nach Guatemala-Stadt.
Wie bei allen Municipios Peténs liegt der Hauptort an einer größeren Verkehrsachse, während sich das Verwaltungsgebiet weit in rückwärtige, dünn besiedelte Regionen ausdehnt. Das Municipio San Luis liegt in den westlichen Ausläufern der Maya Mountains, die hier noch bis zu 600 m erreichen. Im Süden wird es größtenteils von den Flüssen Gracias a Dios und Santa Isabel begrenzt, im Westen vom Río de la Pasión und einem seiner Zuflüsse. Im Allgemeinen ist das Klima tropisch-heiß.
Die angrenzenden Municipios sind Poptún im Norden, Dolores im Nordwesten und Sayaxché im Westen. Im Süden grenzt San Luis an die Departamentos Alta Verapaz und Izabal, im Osten an Belize.

## Geschichte
Das quellenreiche Gebiet des heutigen Municipios San Luis war schon lange vor der spanischen Conquista von Mopan-Maya besiedelt. Bei Ixkaj entstand um 1700 der heutige Ort San Luis. Bereits 1708 wurde er zum Municipio erhoben, was man nach der Unabhängigkeit Zentralamerikas 1832 nochmals bestätigte. Im 19. Jahrhundert lebten in dem schlecht erschlossenen Gebiet von San Luis nur wenige hundert Menschen. Mehr wirtschaftliche Entwicklung brachte in neuester Zeit der Bau der Fernstraße CA 13. Damit einher ging jedoch auch eine stetige Bevölkerungszunahme, die rücksichtslose Abholzung des tropischen Regenwalds, sowie Ausbau der Nebenstrecken und die Entstehung von Sackgassendörfern.

## Bevölkerung
Neben Mopan-Maya und Kekchí besteht ein großer Teil der örtlichen Bevölkerung aus Ladinos. Das Municipio besteht aus dem Hauptort San Luis und aus 127 Weilern.

## Wirtschaft und Verkehr
San Luis lebt vorwiegend von der Landwirtschaft, insbesondere vom Anbau von Mais und Bohnen. Wichtig ist auch die Forst- und Holzwirtschaft. An der Fernstraße CA 13 spielt der Handel und der Dienstleistungssektor eine Rolle. Ganz im Südosten, an der Grenze zu Izabal und Belize, zweigt bei Modesto Méndez (Izabal) von der CA 13 eine Fernstraße nach Westen ab (Franja Transversal del Norte), die nach Abschluss der Ausbauarbeiten über Alta Verapaz und Quiché bis nach Huehuetenango im Nordwesten Guatemalas führen wird.